# Magistralni put M12 (Montenegro)
Der Magistralni put M12 ist eine Nationalstraße in Montenegro, die Herceg Novi nach Norden mit Bosnien und Herzegowina verbindet. Die Länge der Straße beträgt 18,9 Kilometer.
Der M12 trägt diese Bezeichnung seit der Neuordnung des montenegrinischen Straßenwesens im Jahr 2016.

## Verlauf
Der M12 führt von seinem Anschluss an den heutigen Magistralni put M1 (Europastraßen 65 und 80) in Meljine östlich von Herceg Novi in nordwestlicher Richtung. Von der Bucht von Kotor steigt sie steil auf eine Höhe von fast 900 m. i. J. an. Über Kameno und Mokrine führt sie zur Grenze mit Bosnien und Herzegowina. Jenseits der Grenze bildet die Regionalstraße 249 ihre Fortsetzung.

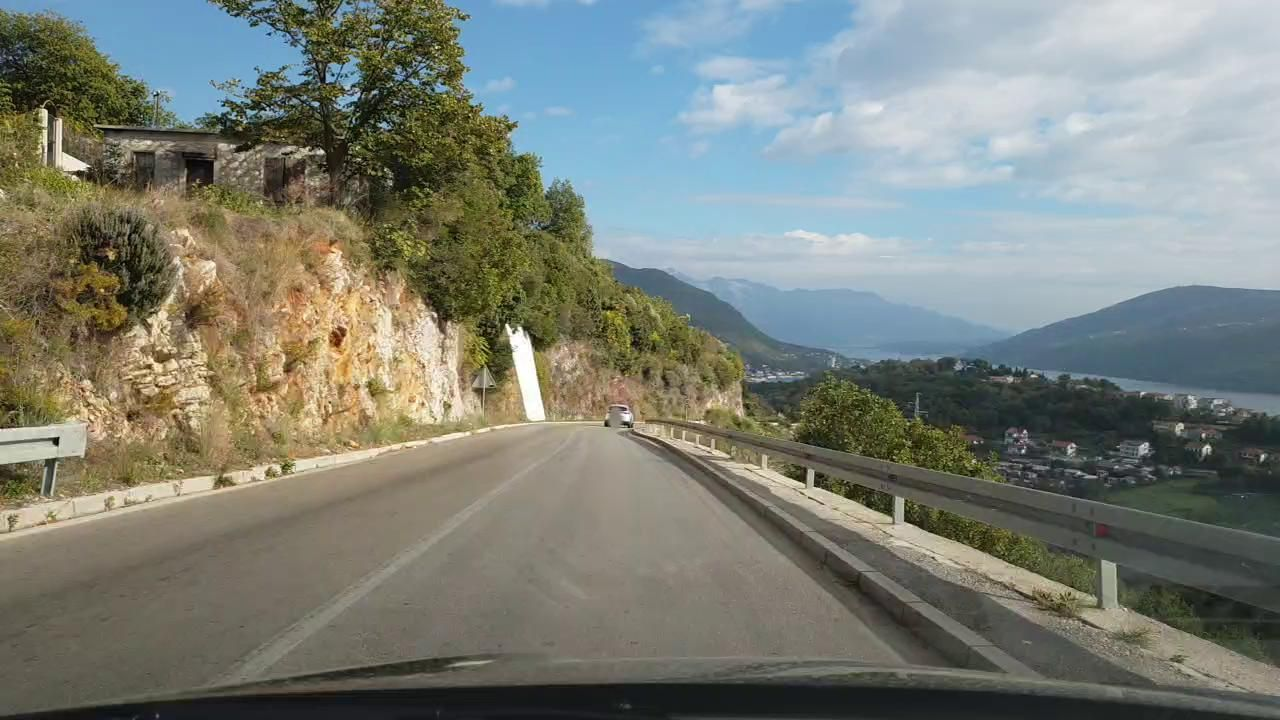
M12 oberhalb von Herceg Novi
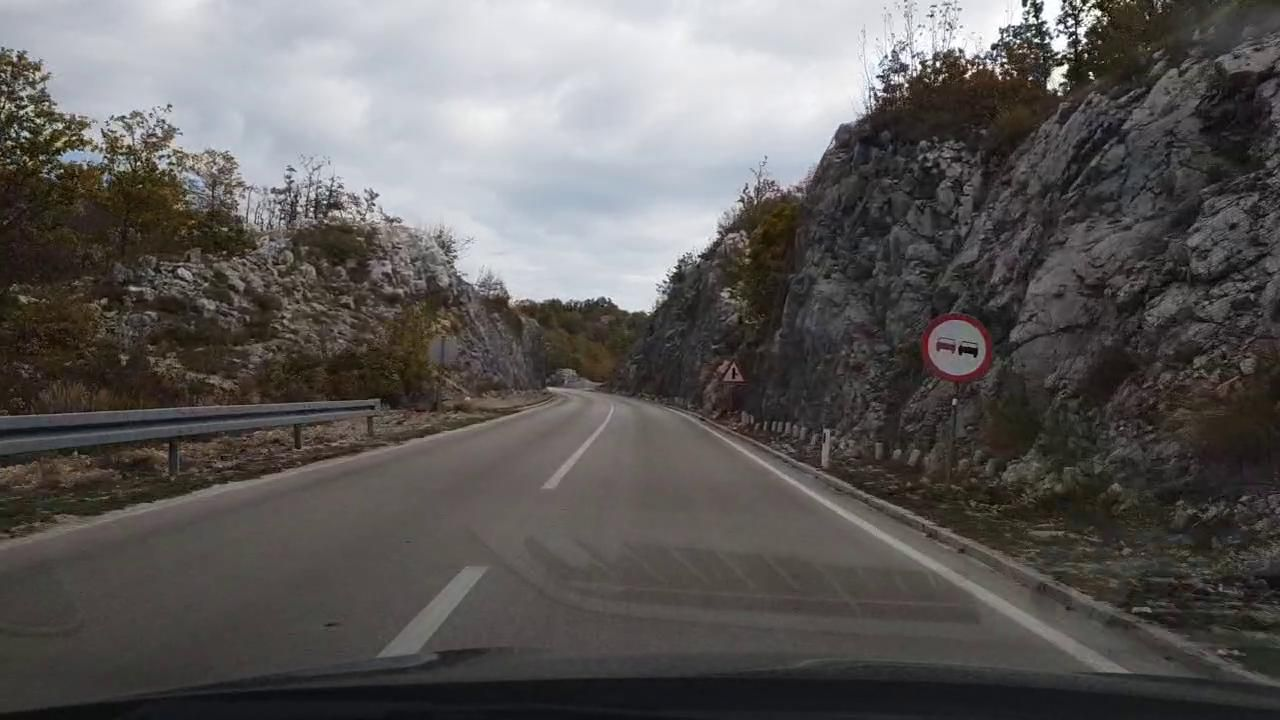
M12 unweit der Grenze